# Vitorino Guimarães
Vitorino Máximo de Carvalho Guimarães (Penafiel, 13 novembre 1876 – 18 ottobre 1957) è stato un politico portoghese.

## Biografia
Guimarães entrò nella scuola dell'esercito nel 1901, in cui si diplomò come ufficiale nell'amministrazione militare. Nel 1911 fu eletto alla Camera dei deputati, nel collegio di Braganza. Nel 1925, divenne per un breve periodo presidente del Consiglio dei ministri.